# ميلاتونين

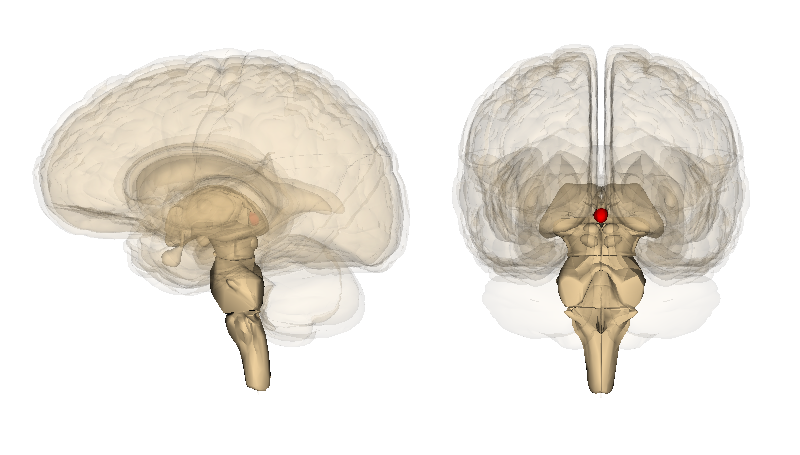
الغدة الصنوبرية التي تنتج الميلاتونين ليلا (بالأحمر)

الميلاتونين هرمون تفرزه الغدة الصنوبرية وهي غدة صغيرة قطرها 7.2 ملم في الإنسان توجد في المخ. والميلاتونين يوجد في جميع خلايا كل كائن حي. هرمون الميلاتونين مسؤول عن تنظيم الإيقاع الحيوي في كل من الإنسان والحيوان. عند الإنسان، عملية إفراز الميلاتونين تحدث حيث تواجه عيناه الظلام ومما يسبب الإحساس بالنعاس أثناء الليل ويساعده على النوم. يضيع تأثيره عند رؤية النور فيصحو الإنسان من النوم، مثلما عند طلوع الشمس كل يوم. في مجال الصيدلة يتوافر هذا الهرمون على شكل مسحوق أو حبوب ويستعمل للتغلب على الأرق. أما في الحيوان فيضمن الميلاتونين حدوث عملية التناسل وعملية تغيير الجلد في الوقت الأمثل لها من العام.

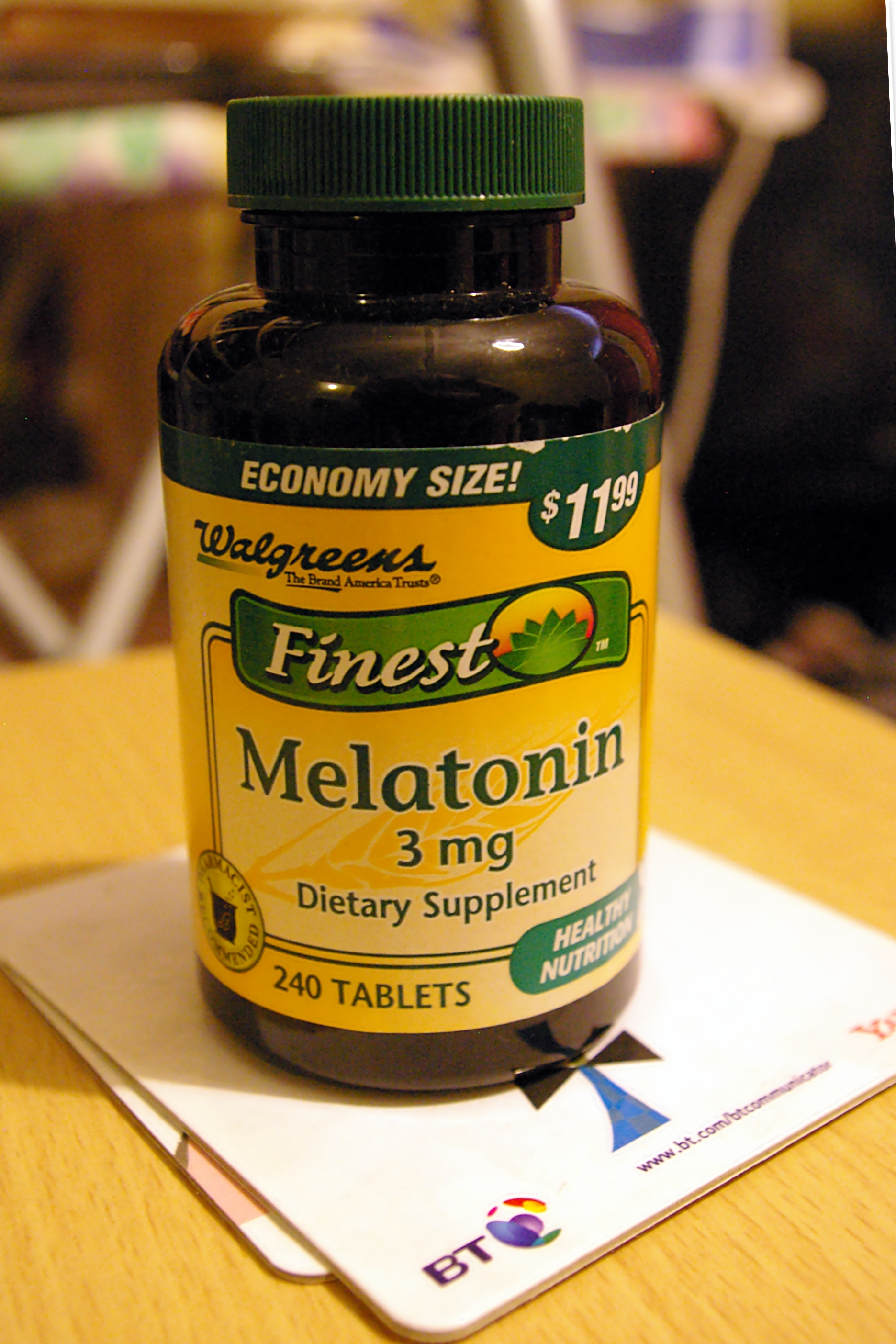
قارورة من حبوب الميلاتونين يستعمل كمكملات غذائية.

## التوزيع

### دوره في الحيوانات
يتكون ويفرز الميلاتونين بشكل مطلق خلال ساعات الليل وفترة إفرازه تتناسب طردياً مع طول ساعات الليل. تعتمد الكائنات الحيوانية (الثدييات الطيور على وجه الخصوص) على طول «رسالة» الميلاتونين لتعرف على طول الفترة الضوئية (بالإنجليزية: Photoperiod)‏ (النسبة بين عدد ساعات الليل وعدد ساعات النهار) وبالتالي تمييز الموسم المقبل. على سبيل المثال إذا كان إفراز الميلاتونين يزداد يومياً بشكل تدريجي هذا يعني زيادة بطول الليل أو اقتراب الشتاء. بينما قصر فترة إفراز هذا الهرمون تعني قصر الليل أو الاقتراب من الصيف. وهكذا تستطيع الثدييات أن تتعرف على طبيعة الموسم المقبل وتهيئ نفسها فسيولوجياً، مورفولوجياً، وسلوكياً لاستقبال هذه الفترة.

### دوره في الإنسان

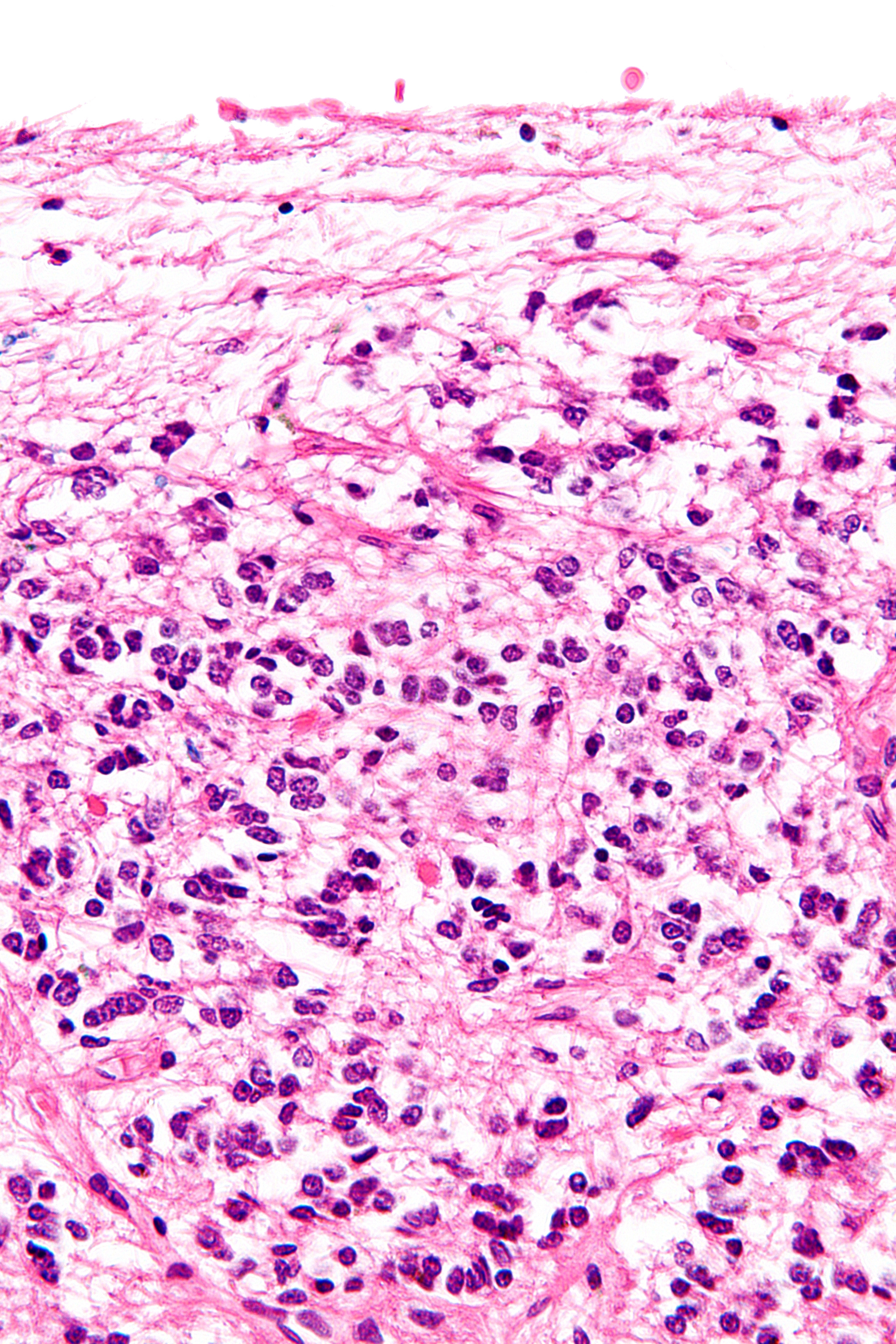
صورة مجهرية عالية التكبير جدًا للغدة الصنوبرية الطبيعية التي تنتج الميلاتونين

إن إفراز هرمون الميلاتونين يتوقف عند وجود الضوء في البيئة حيث يزيد إفرازه عندما يقل الضوء، بينما يقل إفرازه عند زيادة كمية الضوء. حيث يقوم بدور المنبه الخاص بجسم الإنسان فهو ينظم الدورة الخاصة بنومه واستيقاظه ولا يعرف حتى الآن ميكانيكية عمل هذا الهرمون. يفرز ليلاً لكي يساعد الإنسان على النوم ويتوقف الجسم عن إنتاجه نهاراً مع ضوء الشمس حتى يمكنه الاستيقاظ وممارسة أعماله ونشاطاته. يتوفر هرمون الميلاتونين في صورة غذائية وفي صورة دوائية لمعالجة حالات الأرق للتغيرات التي تحدث في ساعات العمل وعند السفر. ولا يوجد دليل علمي يبين أن للميلاتونين آثار عقلية، إلا أن الأرق نفسه قد يجعل الإنسان كسولا في الصباح.

## الدواء المصنع
الميلاتونين (Melatonin) هو دواء يحاكي فعالية هورمون النوم الطبيعي (ميلاتونين) في المخ وهو يستعمل كعلاج قصير الامد لمن يعاني من الأرق الاولي الذي يتسم بجودة نوم منخفضة لدى المعالجين بجيل 55 عاما وما فوق. كما يبدو، فان نجاعة الدواء عند أبناء هذا الجيل، تنبع من الإنتاج المنخفض للميلاتونين في المخ. مقارنة بالبدائل الأخرى فان الميلاتونين لا يسبب الإدمان، فهو يتيح للمريض النوم بشكل جيد لمدة 8 - 12 ساعة ولا يضر بدرجة اليقظة في اليوم التالي. معظم المرضى يتحملون جيدا دواء الميلاتونين، حيث ان الاثار الجانبية الشائعة تتضمن: الام الرأس، الام الظهر والضعف.
إن الشيء المعروف عن هرمون الميلاتونين هو عمله كمنظم للوقت وبقدرته على جلب النوم وتقليل الاضطرابات النفسية والذهنية، وهناك دراسات عديدة تشير إلى أن الميلاتونين له تأثيرات أخرى مثل تأثيره المضاد للسرطان والشيخوخة والأكسدة والخصوبة والرغبة الجنسية والجهاز المناعي. لقد وجد الباحثون أن الأشخاص الذين يعانون من الأرق لديهم نسبة منخفضة من الميلاتونين بالدم، كما هو الحال لدى جميع الكبار في السن وقد برهنت دراسات عديدة على أن الميلاتونين انه من الممكن أن يعالج اضطرابات النوم مثل صعوبة النوم أو البقاء في نوم عميق خاصة لدى المسنين ونظراً لأن هرمون الميلاتونين يصنع داخل أجسامنا من الحمض الأميني التربتوفان والمادة الكيميائية المخية السيروتونين. فإن مكملات الميلاتونين تكون مفيدة خاصة للأشخاص الذين استخدموا مكملات التربتوفان بنجاح كمساعد على النوم ( مكملات التربتوفان متاحة فقط بتأشيرة طبية في صورة خامس هيدروكسيتريبتوفان ). وعلى عكس الحبوب المنومة فإن الميلاتونين لا يسبب الإحساس بالدوار في الصباح. كما أن للميلاتونين ميزة في أنه يقلل الاضطرابات التي تصيب الإنسان خلال النوم والتي تسببها بعض الأدوية مثل البيتابلوكرز والبنزوديازبينات والتي يعرف عنها أنها تعوق إنتاج الميلاتونين بالجسم. كما أنه قد يقلل من الاضطرابات التي تصيب فاقدي البصر أثناء النوم.

## إنتاج الميلاتونين

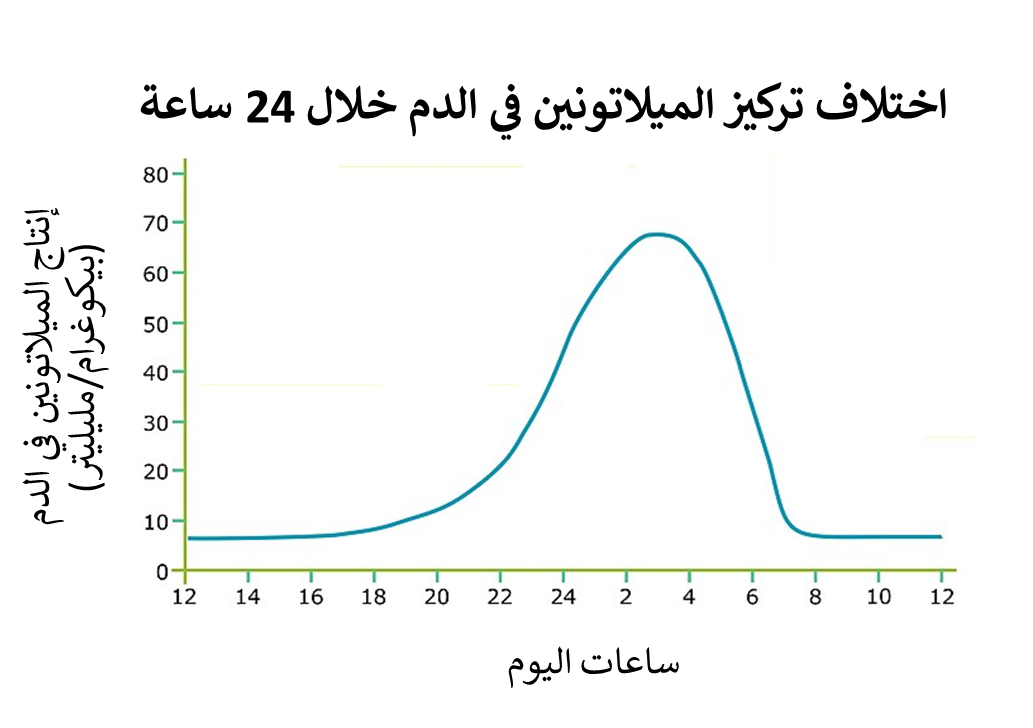
اختلاف تركيز الميلاتونين في الدم خلال 24 ساع

كلما تقدم الإنسان في العمر كلما قل إنتاج الميلاتونين في جسمه. ويقول بعض الباحثين أنه ليس مصادفة أنه حينّ يقل الميلاتونين في الجسم تبدأ أعراض الشيخوخة واضطرابات الجهاز المناعي في الظهور. وهناك دلائل كثيرة تقول ان الميلاتونين يعمل كهرمون مضاد للشيخوخة. ويعزى ذلك إلى دوره كمضاد للأكسدة وأيضاً كباحث عن الجذور الحرة. فالتلف الناتج عن هذه المؤكسدات الحرة يرتبط بالعديد من أمراض الشيخوخة التي تشمل أمراض القلب والمياه الزرقاء والسرطان. ويعمل الميلاتونين على معادلة أحد أقوى المؤكسدات الحرة بقوة تفوق خمس مرات قوة الأنزيم المضاد للأكسدة، وكذلك تفوق فيتامين هـ مرتين. وباختلافه عن معظم مضادات الأكسدة فإن الميلاتونين يوجد في كل مكان في الخلية. وبعد المحافظة على معدلات الميلاتونين بالجسم في نفس أهمية الحفاظ على معدلات مضادات الأكسدة الأخرى مثل فيتامين ج وفيتامين هـ والسلينيوم كعامل هام في تأخير عملية الشيخوخة والوقاية من أعراضها.

## التناغم بين الهرمونات

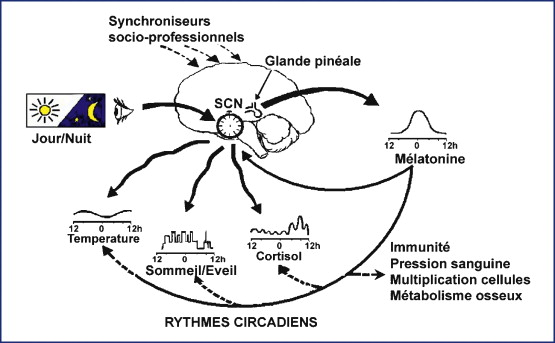
رسم تخطيطي يوضح دور الميلاتونين في دورة النهار/الليل في إيقاعات الساعة البيولوجية المختلفة للجسم

يلعب الميلاتونين دوراً معقداً في التناغم بين الهرمونات الأخرى بالجسم خاصة الهرمونات المتعلقة بالتناسل. ففي كل من الإنسان والحيوان يشارك الميلاتونين في تنظيم عملية تصنيع الهرمونات الأستيرويدية بواسطة المبيض. وبالإضافة إلى ذلك فإن التجارب التي أجريت على الحيوانات أثبتت أن الميلاتونين يحفز الغدة الدرقية التي تنظم عملية معدنة العظام، لذا فإن مستوى الميلاتونين في الدم ربما يكون علاقة أو مؤشرا على قابلية حدوث هشاشة العظام بعد سن اليأس. إن سن اليأس يصاحب عادة بانخفاض شديد وجوهري في إفراز هرومون الميلاتونين. ومن المحتمل أن بعض أعراض سن اليأس مثل اضطرابات النوم والإحساس بالتعب تستجيب لمكملات الميلاتونين. وعلاقة الميلاتونين بالهرمون لها أهميتها بالنسبة للسيدات الأصغر سناً. فقد أثبتت الدراسات التي أجريت على الإنسان أن السيدات اللاتي يعانيّن من متلازمة ما قبل الحيض لديهن مستويات منخفضة من الميلاتونين خاصة في الأسبوع السابق للحيض. وعلى الرغم من ذلك فإن زيادة الميلاتونين تقلل الخصوبة، ولهذا السبب تم إجراء دراسات على استعمال هذا الهرمون كعامل لمنع الحمل في البلاد الأوروبية.

## عند كبار السن
مما لا شك فيه أن عملية الشيخوخة متعددة العوامل، ولم يتم تحديد عامل واحد يفسر هذه الظاهرة بشكل نهائي. تم اقتراح العديد من النظريات التي تربط الغدة الصنوبرية ومنتجها الإفرازي الميلاتونين في عملية الشيخوخة، رغم أن هذا الدور لا يزال غير واضح. تنخفض مستويات الميلاتونين تدريجيًا على مدى العمر وقد تكون مرتبطة بانخفاض فعالية النوم، وغالبًا ما ترتبط بتقدم العمر، فضلاً عن تدهور العديد من إيقاعات الساعة البيولوجية. يُظهر الميلاتونين خصائص معدلة للمناعة، كما أن إعادة تشكيل وظيفة الجهاز المناعي جزء لا يتجزأ من الشيخوخة. كما أن نقص الميلاتونين قد يؤدي إلى انخفاض الحماية المضادة للأكسدة لدى كبار السن، مما قد يكون له أهمية ليس فقط بالنسبة للشيخوخة في حد ذاته، ولكن قد يساهم أيضًا في حدوث أو شدة بعض الأمراض المرتبطة بالعمر.
مكملات الميلاتونين وارتفاع مستويات الميلاتونين في الدماغ يؤدي إلى انخفاض كبير في مستويات أبيتا القشرية السامة لكل من أشكال الأحماض الأمينية 40 و42. تشير هذه النتائج إلى أن مكملات الميلاتونين الغذائية قد تبطئ التغيرات التنكسية العصبية المرتبطة بشيخوخة الدماغ وأن استنفاد الميلاتونين في دماغ الفئران المسنة قد يفسر جزئيًا هذا التغيير الضار.

## الخلايا السرطانية
لقد وجد في التجارب التي أجريت على الحيوانات أن الميلاتونين يعوق تكون ونمو الخلايا السرطانية، ويبطئ من نمو بعض الأورام ويقوي الجهاز المناعي. وقد أثبتت بعض الدراسات أن قلة الميلاتونين تصاحب تقدم مرض السرطان. والشيء الواضح أن الميلاتونين يمنع ارتباط هرمون الأستروجين في الخلايا والتي تشمل سرطان خلايا الثدي والتي يتم تحفيزها بالأستروجين. وفي دراسة أجريت على السيدات اللاتي يستمر نمو السرطان في أجسادهن بالرغم من علاجهن بالتاموكسيفين وهو مضاد الأستروجين، تحقق تراجع للورم بنسبة 28.5% لدى هؤلاء السيدات بعد تناولهن الميلاتونين بجانب التاموكسيفين، وفي أنابيب الاختبار أوقف الميلاتونين نمو خلايا سرطان الثدي بنسبة 75% كما أوقف نمو خلايا سرطان البروستاتا بنسبة 50% .
وفي دراسة على مصابين بسرطان الكبد في مراحله المتقدمة، والذين عادة ما تكون استجابتهم للعلاج ضعيفة، تم إعطاؤهم ميلاتونين بجانب إنترلوكين 2وهو عقار يستخدم في العلاج المناعي وكانت النتائج مذهلة، حيث تراجع الورم في 36% من الحالات، وقد كان العلاج مؤثراً جداً في حين كان التسمم فيه قليلا. وفي دراسة أخرى شملت 21مريضاً بسرطان الكلى في مراحله المتقدمة على الرغم من تناولهم العلاج، وعندما أدخلت الأبحاث الميلاتونين بجانب انترولكين2تراجع الورم لدى 33% منهم ولدى 9منهم فقط توقف الورم في نفس المرحلة، ولدى 5منهم فقط تقدم المرض، وكذلك كانت سمية الأنترلوكين ضعيفة، والأعراض الجانبية التي غالباً ما تصاحب هذا العلاج كانت نادرة .
إن إضافة الميلاتونين إلى دواء علاج السرطان المعهود يحسن من نتيجة العلاج وفي نفس الوقت يقلل من سميته وقد يطيل أعمار مرضى السرطان الذين يتقدم فيهم المرض على الرغم من تناول العلاج الدوائي.